# (16280) Groussin
(16280) Groussin (2000 LS6) – planetoida z pasa głównego asteroid okrążająca Słońce w ciągu 3,35 lat w średniej odległości 2,24 j.a. Odkryta 1 czerwca 2000 roku.